# Jean-Marc Todeschini
Pour les articles homonymes, voir Todeschini.
Jean-Marc Todeschini, né le 12 mars 1952 à Longwy (Meurthe-et-Moselle), est un homme politique français.
Membre du Parti socialiste, sénateur de la Moselle de 2001 à 2014 et de nouveau de 2017 à 2023, il est secrétaire d’État chargé des Anciens Combattants et de la Mémoire de novembre 2014 à mai 2017.

## Biographie

### Origines et carrière professionnelle
Jean-Marc Todeschini naît le 12 mars 1952 à Longwy d’une mère femme au foyer et d’un père immigré italien, employé comme fraiseur dans une usine sidérurgique.
Il devient instituteur en 1971, puis maître-formateur à Metz et directeur d'école à Marly en Moselle, avant de devenir inspecteur de l'Éducation nationale,.
De 1997 à 2001, il est chef de cabinet de Jean-Pierre Masseret, secrétaire d'État chargé des Anciens Combattants, qui prend notamment en charge le dossier des malgré-nous, soldats d'Alsace-Moselle incorporés de force dans l'armée allemande. Devenu sénateur en 2001, il reste chargé de mission dans ce secrétariat d'État auprès de Jacques Floch.

### Parcours politique

#### Élu local de la Moselle
Membre du conseil municipal de Talange depuis 1983, il est adjoint au maire de 1983 à 1989 et de 1995 à 2014. Élu conseiller régional de Lorraine en 1998, il démissionne de cette fonction en 2001, après son élection au Sénat, pour rester conseiller municipal.
Il préside la communauté de communes du Sillon mosellan de 2008 à 2013 et soutient sa fusion au sein de la communauté de communes Rives de Moselle, préférence à un rapprochement avec le sud mosellan. Il y porte le dossier de construction d'une piscine par l'intercommunalité à Talange plutôt qu'à Hagondange : « On a travaillé avec Maizières-lès-Metz à la construction d’une piscine. Il y a eu trois candidatures de communes. Hagondange n’a jamais répondu. Mais l’idée est peut-être de se faire payer la rénovation de la piscine qu’il a fermée. Une commune ne peut plus porter seule une piscine ».

#### Sénateur
Il est élu sénateur le 23 septembre 2001, puis réélu le 25 septembre 2011.
Le 5 octobre 2011, il est désigné premier questeur du Sénat, charge qu'il assume jusqu'à l'alternance sénatoriale de 2014. Il ne se représente pas à cette dernière fonction, déclarant que le Sénat a mené une politique économe : « Le budget 2015 sera inférieur à celui de 2008. Cela représente 40 millions d’euros d’économies ».
Ayant retrouvé son mandat de sénateur après la fin de ses fonctions gouvernementales, il est réélu le 24 septembre 2017.

#### Secrétaire d’État aux Anciens Combattants
Le 21 novembre 2014, Jean-Marc Todeschini est nommé secrétaire d’État chargé des Anciens Combattants et de la Mémoire auprès du ministre de la Défense, Jean-Yves Le Drian, dans le second gouvernement Valls, en remplacement de Kader Arif.
Le 3 juillet 2016, lors d'une cérémonie d'hommages, il refuse que soit entonnée La Chanson de Craonne, un chant antimilitariste datant de 1917. Il rappelle que, chef de cabinet de Jean-Pierre Masseret, il a organisé la cérémonie du 5 novembre 1998 au cours de laquelle Lionel Jospin a rendu hommage aux soldats fusillés pour l'exemple et que, membre du gouvernement, son cabinet a organisé la cérémonie du 16 avril 2017 au cours de laquelle cette même chanson a été chantée devant François Hollande et d'autres chefs d'État et de gouvernement. Il justifie également ce refus par le fait que le programme des commémorations du 3 juillet 2016 avait plusieurs heures de retard.
Il est reconduit dans le gouvernement Cazeneuve, jusqu'à la fin de la présidence de François Hollande.

#### Au sein du Parti socialiste
Il a été premier secrétaire fédéral du PS en Moselle de 1993 à 2012. Il aurait fait le lien avec Édouard Martin pour le convaincre de s'engager sur la liste socialiste lors des élections européennes de 2014. Il soutient Manuel Valls pour la primaire citoyenne de 2017, puis Benoît Hamon pour l’élection présidentielle.
En 2018, il soutient la candidature de Stéphane Le Foll pour le congrès d'Aubervilliers du PS.

## Distinction
- Chevalier de la Légion d'honneur (3 juillet 2024)[13]

## Détail des mandats et fonctions

### Mandats en cours
- Sénateur de la Moselle de 2001 à 2014 et depuis 2017.
- Conseiller municipal de Talange depuis 1983.
- Conseiller communautaire de la communauté de communes Rives de Moselle de 2008 à 2014.

### Anciens mandats

#### Fonctions gouvernementales
- Secrétaire d’État chargé des Anciens Combattants et de la Mémoire de 2014 à 2017.

#### Fonctions parlementaires
- Premier questeur du Sénat de 2011 à 2014.
- Administrateur de La Chaîne parlementaire.
- Premier vice-président de la délégation française à l'Assemblée parlementaire de l'OSCE.

#### Mandats locaux
- Adjoint au maire de Talange de 1983 à 1989 et de 2001 à 2014.
- Conseiller régional de Lorraine de 1998 à 2001.
- Président de la communauté de communes du Sillon mosellan de 2008 à 2013.

#### Fonctions politiques
- Premier secrétaire fédéral du Parti socialiste de la Moselle de 1993 à 2012.